# Du kallar oss till kyrkan
Du kallar oss till kyrkan är en psalm med text av Britt G. Hallqvist år 1983. Texten kommer från början från Liv Nordhaug 1979 som tagit texten fritt från Kurt Rommel som skrevs 1967.
Musiken är skriven 1967 av Kurt Rommel.

## Publicerad som
- Nr 409 i Den svenska psalmboken 1986 under rubriken "Helg och gudstjänst"